# Henry J. Leir
Henry J. Leir, né Heinrich Leipziger le 28 janvier 1900 à Beuthen O/S (Bytom) et mort le 14 juillet 1998 à Manhattan, est un financier et "intermédiaire" américain qui fit sa carrière au Luxembourg. Il est chevalier de la Légion d'honneur et de l'ordre de Mérite du Grand-Duché de Luxembourg.

## Biographie
Il a financé plusieurs programmes philanthropiques ainsi que le Henry J. Leir Luxembourg Program qui permet à des étudiants américains de venir étudier au Luxembourg.
Henry J. Leir fait l'objet de plusieurs pages dans le livre Révélation$ de Denis Robert consacré aux flux financiers traversant le Luxembourg. Dans ce livre, Denis Robert explique qu'Ernest Backes, coauteur de l'ouvrage, a rencontré Henry J. Leir en compagnie de Nadhmi Auchi dans les locaux de clearstream. C'est à ce moment qu'Ernest Backes entend pour la première fois parler du groupe Bilderberg. À ce propos, Ernest Backes indique qu'Henry J. Leir serait un des individus à l'origine du groupe de Bilderberg.
En 1937, il publie le livre La Grande Compagnie de Colonisation: Documents of a New Plan inspiré par l'ouvrage de Walther Rathenau, Was wird werden, sorti en 1920, vision utopique d'une société moderne.
En 1963 la compagnie d'Armand Hammer, l'Occidental Petroleum Company, a acquis la société de Leir Interore SA, une mine de phosphate et de commerce de produits chimiques active dans 37 pays.

## Publication
- (en) Tom Palmer (Henry J. Leir), La Grande Compagnie de Colonisation : Documents of a New Plan, Worcester (USA), Clark University Press, 1981 (1re éd. 1937), 175 p. (ISBN 978-0-914206-20-0)

## Littérature
- Thomas, Bernard, 2012.
  - 20th Century Man, Die Geschichte des Hans Heinrich Leipziger alias Albert Linger alias Henry J. Leir (1900-1998) - Teil 1. Forum 321 : 12-23 
  - De Monni aus Amerika. Die Geschichte des Hans Heinrich Leipziger alias Albert Linger alias Henry J. Leir (1900-1998) - Teil 2. Forum 322 : 14-24.
- Thomas, B., 2016. A quiet man. d'Lëtzebuerger Land 25 du 17 juin 2016: 10.